# Kose (Jõhvi)
Koordinaten: 59° 20′ N, 27° 28′ O
Kose ist ein Dorf (estnisch küla) in der Landgemeinde Jõhvi (Jõhvi vald). Es liegt im Kreis Ida-Viru (Ost-Wierland) im Nordosten Estlands.
Das Dorf hat 156 Einwohner (Stand 1. Januar 2012).